# ترودن ایم ناتورپارک
ترودن ایم ناتورپارک (به ایتالیایی: Truden im Naturpark) یک سکونتگاه مسکونی در ایتالیا است که در التو آدیجه واقع شده‌است.

## خصوصیات
ترودن ایم ناتورپارک ۲۰٫۷ کیلومترمربع مساحت و ۱٬۰۰۷ نفر جمعیت دارد و ۱٬۱۲۷ متر بالاتر از سطح دریا واقع شده‌است.